# Proa
Proa je rodem hadrosauriformního dinosaura, žijícího v období spodní křídy (stupeň alb, asi před 112 miliony let) na území dnešního Španělska (provincie Teruel).

## Objev a popis
Byly objeveny zkameněliny neúplné kostry několika jedinců, včetně poměrně kompletní lebky. Dinosaurus byl formálně popsán v prosinci roku 2012. Známý je v současnosti pouze jeden (typový) druh, P. valdearinnoensis. Stejně jako vzdáleně příbuzný rod Iguanodon byl i Proa poměrně velkým býložravcem se zobákovitým zakončením čelistí. Délka činila asi 5,5 metru a hmotnost dosahovala zhruba 1000 kilogramů.

## Paleobiologie
Výzkum fosilní mozkovny tohoto ornitopoda ukázal, že jeho mozek byl na poměry dinosaurů značně vyvinutý a poskytoval svému majiteli poměrně dobré kognitivní schopnosti. Odhadované EQ v hodnotě 3,611 dokládá, že mozek byl relativně výrazně větší, než u většiny plazů.